# Lac Beauvais
Pour les articles homonymes, voir Beauvais (homonymie).
Le lac Beauvais est un lac situé dans la région de l'Alberta du Sud, au Canada. Le lac a donné son nom au provincial de Beauvais Lake.

## Géographie
Le lac Beauvais est situé à 24 kilomètres au Sud-Ouest de la localité de Pincher Creek, au Sud du hameau de Beaver Mines et à une cinquantaine de kilomètres au Nord de la frontière américano-canadienne et de l'État de l'Idaho. 

## Histoire
Le lac est nommé en l'honneur de Rémi Beauvais, un colon canadien-français venu depuis l'Oregon qui s'installa dans la région en 1882 pour y élever des chevaux.

## Sources
- (en) Atlas des lacs de l'Alberta
- il y a aussi une personne qui s’appelle Luc Beauvais et qui habite en île de France et qui sur brawl star à buzz Godzilla